# Corps Alemannia München
Das Corps Alemannia München ist eine Studentenverbindung im Münchner Senioren-Convent. Das Corps ist Mitglied des Weinheimer Senioren-Convent und steht zu Mensur und Couleur. Es vereint Studenten und Alumni der Münchener Hochschulen. Die Corpsmitglieder werden Münchener Alemannen genannt.

## Couleur
Die Mitglieder des Corps Alemannia tragen die Farben schwarz-gold-grün mit goldener Perkussion, getreu dem Farbenspruch „Aus schwarzer Erde wächst zur goldenen Frucht die grüne Saat!“. Dazu wird eine schwarze Mütze und von den aktiven Corpsmitgliedern zusätzlich eine schwarze Kneipjacke (Pekesche) getragen. Die Füchse tragen das schwarz-goldene Fuchsenband.
Das Wappen zeigt aus heraldischer Sicht rechts oben einen goldenen Pflug auf schwarzem Grund, links oben das Wappen von Weihenstephan, rechts unten die Farben schwarz-gold-grün, links unten 2 gekreuzte Schläger und das Gründungsdatum 20. Januar 1855, sowie auf dem Herzschild einen schwarzen Zirkel auf weißem Grund. Der Wahlspruch des Corps lautet „Einigkeit macht stark!“

## Geschichte
Am 20. Januar 1855 wurde das Corps unter dem Namen Agronomia in Freising gestiftet. Damals herrschte noch das Fachprinzip und nur Studenten der landwirtschaftlichen Hochschule konnten die Mitgliedschaft erwerben. In den Jahren nach der Gründung der Altherrenschaft setzte sich diese überwiegend aus Gutsbesitzern und Ministerialbeamten aus dem Agrarsektor zusammen. Im Mai 1905 siedelte die Agronomia unter Aufgabe des Fachprinzips von Freising nach München über.
Von 1913 bis 1930 war das Corps Mitglied des Rudolstädter Senioren-Convents (RSC), wo es mit Saxonia Berlin, Ottonia Bonn, Palatia Halle, Agraria Bonn und Agronomia Königsberg das Schwarze Kartell bildete. Im Wintersemester 1929/30 hat das Corps die ehemaligen Mitglieder der deutsch-völkischen Wehrschaft Austro-Bavaria München aufgenommen. 1934 ging der RSC im Weinheimer Senioren Convent (WSC) auf. Wie alle Corps war auch Corps Agronomia gezwungen, seinen Betrieb von 1935 bis 1949 einzustellen und verlor in diesem Zusammenhang auch sein Haus in Schwabing.
Im Jahre 1954 wurde ein Großteil der Altherrenschaft des ehemaligen Kartellcorps Palatia Halle aufgenommen. Vier Jahre später wurde der Zusammenschluss der Corps in Corps Alemannia umbenannt. Alemannia hat keine Verbindung zu den vorherigen Münchner Corps mit dem Namen Alemannia. Das Corps Alemannia München unterhält seit 1954 ein Freundschaftsverhältnis mit dem Corps Alemannia Kiel. Im Jahr 2005 zog die Alemannia in die Schwanthalerstraße 129. Dies führte ab 2007 zu mehreren Polizeieinsätzen vor allem wegen Ruhestörung. Das 2008 besiegelte Vorstellungsverhältnis mit dem Corps Agronomia Hallensis zu Göttingen wurde 2011 ebenso in ein Freundschaftsverhältnis überführt.
Das seit 1954 im Corps Alemannia München aufgegangene Corps Palatia Halle verlieh intern weiter sein Band an Alemannen, die auf die Farben der Palatia gefochten hatten und existierte so als kleiner Altherrenverband weiter. Im März 2025 rekonstituierte der Altherrenverband mithilfe des Corps Alemannia München als Corps Palatia Halle zu Regensburg. Bis 2027 soll ein Aktivenbetrieb an der Universität Regensburg aufgenommen und ein aktives Corps im WSC aufgebaut werden.

## Namhafte Mitglieder
- Josef Ahr (1867–1931), Professor für Agrikulturchemie, Ministerialdirektor im bayerischen Staatsministerium für Landwirtschaft und Arbeit
- Alfred Alzheimer (1875–1949), Landwirtschaftslehrer und Pflanzenzüchter
- Carl Ambros (1870–1932), Landwirtschaftslehrer und Tierzüchter
- Günther Bachthaler (1927–2007), Pflanzenbauwissenschaftler und Herbologe
- Georg Christmann (1874–1947), Pflanzenbauwissenschaftler, Direktor der Bayerischen Landesanstalt für Pflanzenbau und Pflanzenschutz
- Karl Hoefelmayr (1867–1940), Biotechnologe, Käsefabrikant, Gründer der Edelweiß-Milchwerke K. Hoefelmayr
- Franz Edler von Koch (1875–1965), Landrat, Mitglied des bayerischen Senats
- Michael Koch (* 1968), Professor für Informatik
- Carl Kraus (1851–1918), Professor für Pflanzenbau und Pflanzenzucht
- Viktor Mann (1890–1949), Landwirt und Agrarexperte im Bankfach, jüngerer Bruder der Schriftsteller Thomas und Heinrich Mann, Biograf der Familie Mann
- Karl Müller-Franken (1874–1927), Syndikus, Berliner Stadtverordneter, Mitglied des preußischen Landtages
- Carl Proebst (1853–1939), Vorstand und Aufsichtsrat der Gabriel und Jos. Sedlmayr, Spaten-Franziskaner-Leistbräu AG
- Georg Weifert (1850–1937), serbisch-österreichischer Brauereibesitzer, dritter Gouverneur der Zentralbank des Königreichs Serbien, erster Gouverneur der Zentralbank des Königreichs der Serben, Kroaten und Slowenen, Begründer des modernen Bergbauwesens in Serbien
- Lothar Weinmiller (1897–1941), Geflügelzucht-Wissenschaftler